# 黑长叶蒲桃
黑长叶蒲桃（学名：Syzygium melanophyllum）是桃金娘科蒲桃属的植物，是中国的特有植物。分布于中国大陆的云南等地，生长于海拔1,140米的地区，多生在山谷密林下，目前尚未由人工引种栽培。